# Bassanto
Bassanto est l'un des districts de la sous-préfecture de Gaoual Centre, situé dans la préfecture de Gaoual, situé dans la région de Boké en république de Guinée.

## Géographie

### Démographie
- En 2014, le quartier comptait 2 594 selon les RGPH 2014[1].